# Бушкани
Бушкани (на гръцки: Πούσκανι, Пускани) е бивше село в Република Гърция на територията на днешния дем Преспа, област Западна Македония.

## География
Селото е било разположено в областта Голема Преспа на 853 m надморска височина на 1 km западно от Оровник (Кариес) покрай брега на Малкото Преспанско езеро.

## История
В края на XIX век селото има десетина къщи. Разсипва се преди Балканската война поради честите наводнения от езерото, като жителите се разселват в околните села. Местността все още носи името Бушкани. В 1968 година тя е прекръстена на Агиос Николаос (Άγιος Νικόλαος).